# اما کوک
اما کوک (انگلیسی: Emma Cooke; ۷ سپتامبر ۱۸۴۸ – ۲۲ ژانویهٔ ۱۹۲۹) ورزشکار تیراندازی با کمان اهل ایالات متحده آمریکا بود.
وی در مسابقات کشوری و بین‌المللی در مجموع برندهٔ ۳ مدال نقره شده‌است.